# Молі (міфологія)
Молі (дав.-гр. Μῶλυ) — чарівна трава, згадана в книзі 10 «Одіссеї» Гомера.

## У давньогрецькій міфології
У поемі «Одіссея» Гермес дав цю траву Одіссею, щоб захистити його від чаклунства Цирцеї, коли він пішов до її палацу, щоб врятувати своїх друзів. Ці друзі прийшли разом з ним з острова Еол після того, як вони втекли від лестригонів.
Згідно з «Новою історією» Птолемея Гефестіона (згідно з Фотією), рослина, згадана Гомером, виросла з крові гіганта, вбитого на острові Цирцеї її союзником Геліосом. У цьому описі квітка була білою, і її назва була взята від «важкого» (др.-грец. malos) бою з гігантом.
Гомер також описує молі, кажучи: «Корінь був чорний, а квітка була білою, як молоко; боги називають його Молі, небезпечним для смертної людини, щоб вирвати із землі, але не для безсмертних богів. Все перебуває у їхній владі». Овідій так описує в книзі 14 своїх Метаморфоз — «Біла квітка з чорним коренем».

## Співвідношення до реальних рослин

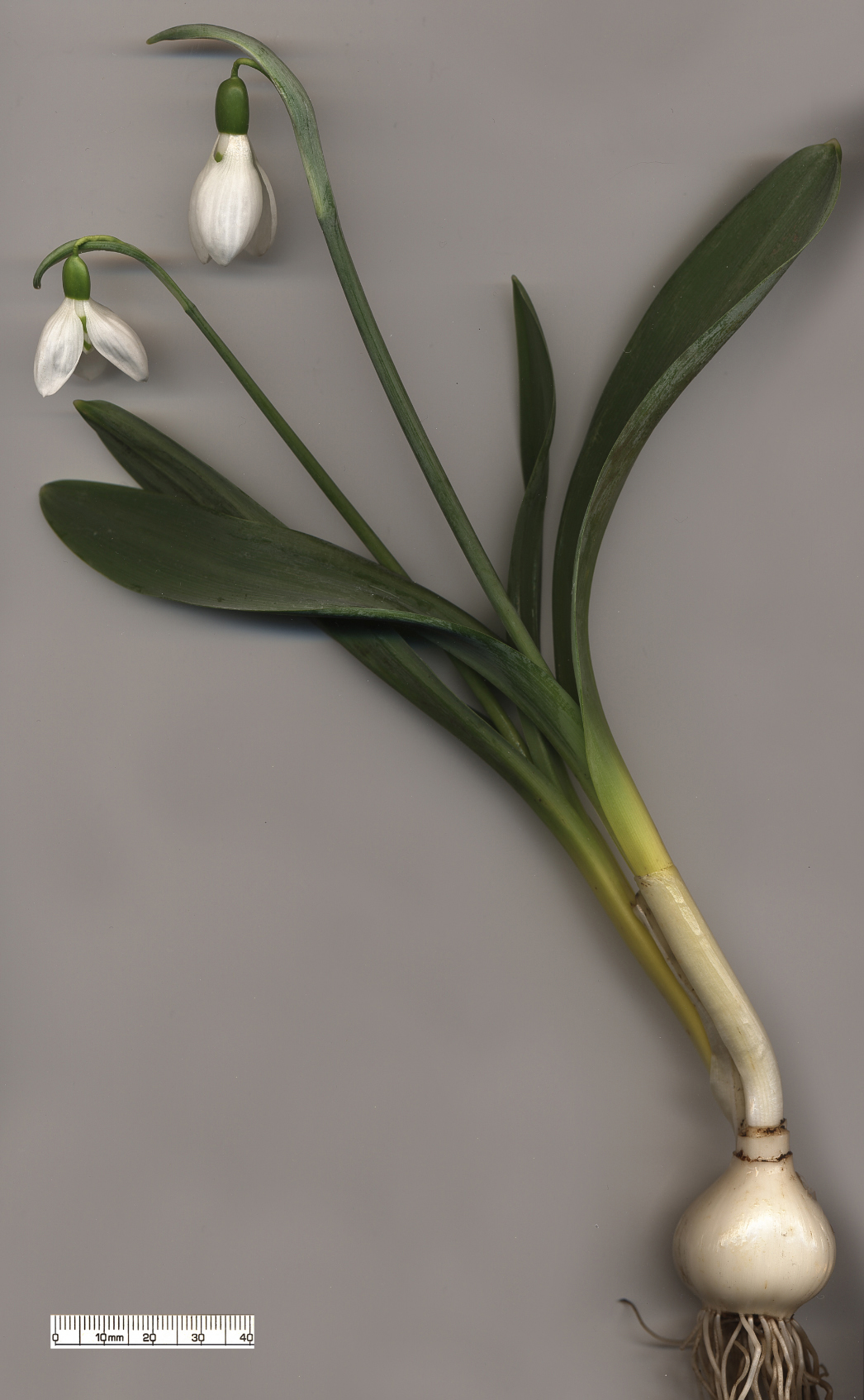
Підсніжник, який біологи запропонували в 1983 році як справжній молі

Було багато розбіжностей щодо ідентифікації цієї рослини. Філіп Шампо приймає рішення на користь Peganum harmala (родини Rutaceae), сирійської або африканської рути (дав.-гр. πἠγανον дав.-гр. πἠγανον), з лушпиння якої витягується рослинний алкалоїд гармалін. Квіти її білі із зеленими смужками. Віктор Берар, що спирається частково на семітський корінь, віддає перевагу Atriplex halimus (atriplex, латинська форма грецького ἀτράφαξυς і ἅλιμος, морський), сімейства Chenopodiaceae, трава або низький чагарник, поширений на південно-європейських берегах. Ці ототожнення помічені Р. М. Генрі, який ілюструє оповідання Гомера уривками з магічних папірусів Парижа та Лейдена і стверджує, що молі — це, ймовірно, чарівне ім'я, отримане, можливо, з фінікійських або єгипетських джерел, для рослини, яка не може бути однозначно пізнана. Він показує, що «складність розтягування» рослини не просто фізична, а швидше пов'язана з особливими силами, на які претендують маги.
Медичні історики припускають, що перетворення на свиней не слід розуміти буквально, але стосується антихолінергічної інтоксикації. Симптоми включають амнезію, галюцинації та марення — цей опис «молі» відповідає проліску, місцевій квітці, яка містить галантамін, що є антихолінестеразою і тому може протидіяти антихолінергічним ефектам.

## В інших працях
- У «Поїдачах лотуса» Альфреда Тенісона молі з'єднується з амарантом («але тут, де амарант і молі пишним кольором…»).[2][8]
- Карл Лінней співвідносив міфічну рослину з Allium moly (Цибуля молі), науковою назвою золотого часнику, хоча оцвітина цього виду жовта, а не біла.
- Том Ганн[en] зробив свій вірш «Молі» великим віршем своєї збірки 1971 року. Див. https://www.poetryfoundation.org/poems/52888/moly
- У всесвіті Гаррі Поттера молі — це потужна рослина, яку можна їсти, щоб протистояти чарам.
- Джон Мільтон згадав «… що Молі/що Гермес одного разу дав мудрому Уліссу» у рядках 636 і 637 «Маски, що виконується в замку Ладлоу», також відомої як Комус. Див. https://www.dartmouth.edu/~milton/reading_room/comus/text.shtml
- У романі «На останньому березі» Урсули Ле Гуїн, учням Роука викладаються справжні імена молі: «Тепер пелюстка квітки молі має ім'я, тобто iebera, а також чашник, partonath; і на стеблі, і на листі, і на корені у кожного своє ім'я…»